# 黄汝成
黄汝成（1799年—1837年），字庸玉，号潜夫，江苏嘉定（今上海）人。
廪贡生。道光时捐官捐得安徽泗州训导，後來因丁忧未赴。好施舍。亦好讀書，於水利、河渠、漕运等無不通曉, 將顾炎武《日知录》作集释32卷。另有《古今歲實考校補》一卷、《古今朔實考校補》一卷。